# Amira Benaïssa
Amira Benaissa (arabisch أميرة بن عيسى; * 19. Dezember 1989) ist eine algerische Tennisspielerin.

## Karriere
Benaissa begann mit fünf Jahren das Tennisspielen und ihr bevorzugter Spielbelag ist der Sandplatz. Sie spielt bevorzugt auf der ITF Women’s World Tennis Tour, wo sie bislang zwei Einzel- und vier Doppeltitel gewinnen konnte.
2005 bis 2019 spielte Amira Benaissa für die algerische Fed-Cup-Mannschaft, wo sie bei 23 Einsätzen von 34 Partien neun gewinnen konnte, davon fünf Einzel und vier Doppel.

## Turniersiege

### Doppel
| Nr. | Datum        | Turnier | Kategorie | Belag | Partnerin  | Finalgegnerinnen                        | Ergebnis   |
| --- | ------------ | ------- | --------- | ----- | ---------- | --------------------------------------- | ---------- |
| 1.  | 28. Mai 2022 | Oran    | ITF W15   | Sand  | Inès Ibbou | Luisa Meyer auf der Heide Lexie Stevens | ohne Spiel |